# Симушир
Симушир е остров от средната група на Голямата верига на Курилските острови. Административно е включен в Курилския градски район на Сахалинска област. Необитаем.

## Разположение и природа
Остров Симушир се простира от североизток на югозапад, има дължина от 59 km, ширината варира от 4 до 15 km (средно – 11 km, минимална 2,5 km на провлака Косточко). Площта му е 353 km2. Максимална височина – 1539 m (връх Милна). Фактически представлява шест вулкана (3 от тях са действащи), които образуват четири планински масива, свързани помежду си с по-ниски преходи. Действащите вулкани са: Прево (1360 m), Вулкан на Заварицки (624 m), Горяшчая сопка (891 m). Симуширското земетресение на 15 ноември 2006 г. довежда до най-силното за последните 50 години цунами край бреговете на Русия, когато височината на вълната достига до 30 m на отделни места от крайбрежието на острова.
Големи реки няма, има няколко потока. Рекичката Симусиру се влива в едноименния залив.
Североизточният край на острова е образуван от потоци лава на изгасналия вулкан Уратман, който е с типология от вида на Сома-Везувий. В северната част на острова се намира дълбокият морски залив Броутон, който представлява запълнена с вода калдера с дълбочина до 248 m. Заливът е ограничен от запад от полуостров Западна клешня, от изток – съответно от Източна клешня.
В централната част на острова се намира калдерата на Заварицки, частично запълнена от езерото Бирюзовое. Южната част представлява полуостров, образуван от изгаснал вулкан (връх Милна), свързван с централната част на острова чрез провлака Косточко. Бреговата линия е силно насечена в южната и източната части на острова.
Симушир е отделен от пролива Диана от остров Кетой, разположен на 20 km североизточно; и от пролива Бусол – от островите Черни Братя, разположени на 69 km на югозапад.

## Климат
Островът е включен в средния климатичен район са Курилите. Климатът на острова може да бъде характеризиран като океански, тъй като океанските черти на климата тук са изразени доста силно. Най-голямо влияние върху него оказват не мусоните, свързани със сезонната промяна на континенталните към океански ветрове, а периодичността на ветровете, причинени от циклонната дейност на Алеутската депресия в съчетание със студеното течение Оясио. От други региони на света подобен климат има Рейкявик, Исландия. За разлика от по-южните острови, до Симушир не достигат водите на топлото течение Соя. Затова на тихоокеанската му страна, откъдето на острова понякога нахлуват доста по-топли въздушни маси от Тихия океан, е по-топло от охотоморското крайбрежие, край което се събират плаващи ледове. За острова, както и за цялата среднокурилска климатична област, е характерно високо атмосферно овлажняване в продължение на цялата година, а също и силните северозападни ветрове през студения период на годината, често достигащи ураганна сила от 43 km/s. Ветрове на острова духат през цялата година. На Симушир пада рекордното за Курилите количество валежи за годината – до 1610 mm. По-голямата част от валежите пада през топлата част на годината. През лятото има чести мъгли. Хидротермалният коефициент по Селянинов достига 4,4; коефициентът на овлажняване по скалата на Иванов е 3,9. Продължителността на топлия период при това относително не е голям – средно 136 дни. Слънчевото време на Симушире е само около 1100 часа на година, два пъти по-малко отколкото например в Ялта (2250).
| Симушир                               | Симушир | Симушир | Симушир | Симушир | Симушир | Симушир | Симушир | Симушир | Симушир | Симушир | Симушир | Симушир | Симушир |
| Месеци                                | яну.    | фев.    | март    | апр.    | май     | юни     | юли     | авг.    | сеп.    | окт.    | ное.    | дек.    | Годишно |
| Абсолютни максимални температури (°C) | 6,1     | 5,6     | 10,0    | 17,8    | 21,7    | 23,9    | 27,8    | 28,9    | 26,7    | 21,1    | 17,8    | 11,1    | 28,9    |
| Средни максимални температури (°C)    | −2,8    | −3,3    | −1,7    | 2,2     | 5,6     | 7,8     | 11,1    | 13,9    | 12,8    | 8,9     | 3,9     | 0,0     | 5,0     |
| Средни температури (°C)               | −3,9    | −4,4    | −2,8    | 0,6     | 3,3     | 5,6     | 8,9     | 11,1    | 10,6    | 7,2     | 2,2     | −1,1    |         |
| Средни минимални температури (°C)     | −5,6    | −6,1    | −4,4    | −1,1    | 1,1     | 3,3     | 6,1     | 8,3     | 7,8     | 4,4     | 0,0     | −2,8    | 1,1     |
| Абсолютни минимални температури (°C)  | −16,1   | −15     | −12,2   | −11,7   | −2,8    | −3,9    | 0,0     | 0,0     | 0,0     | −2,8    | −6,7    | −11,1   | −16,1   |
| Средни месечни валежи (mm)            | 107     | 76      | 94      | 124     | 135     | 89      | 104     | 150     | 198     | 198     | 157     | 137     | 1570    |
| ------------------------------------- | ------- | ------- | ------- | ------- | ------- | ------- | ------- | ------- | ------- | ------- | ------- | ------- | ------- |
| Източник: weatherbase                 |         |         |         |         |         |         |         |         |         |         |         |         |         |

| Слънчева светлина, часове на месец. | Слънчева светлина, часове на месец. | Слънчева светлина, часове на месец. | Слънчева светлина, часове на месец. | Слънчева светлина, часове на месец. | Слънчева светлина, часове на месец. | Слънчева светлина, часове на месец. | Слънчева светлина, часове на месец. | Слънчева светлина, часове на месец. | Слънчева светлина, часове на месец. | Слънчева светлина, часове на месец. | Слънчева светлина, часове на месец. | Слънчева светлина, часове на месец. | Слънчева светлина, часове на месец. |
| Месец                               | Яну                                 | Фев                                 | Мар                                 | Апр                                 | Май                                 | Юни                                 | Юли                                 | Авг                                 | Сеп                                 | Окт                                 | Ное                                 | Дек                                 | Година                              |
| Слънчева светлина, ч                | 31                                  | 45                                  | 87                                  | 117                                 | 124                                 | 111                                 | 102                                 | 102                                 | 132                                 | 130                                 | 60                                  | 34                                  | 1076                                |
| ----------------------------------- | ----------------------------------- | ----------------------------------- | ----------------------------------- | ----------------------------------- | ----------------------------------- | ----------------------------------- | ----------------------------------- | ----------------------------------- | ----------------------------------- | ----------------------------------- | ----------------------------------- | ----------------------------------- | ----------------------------------- |

## Флора и фауна
Климатичните условия на острова не са толкова благоприятни, като на южните Курилски острови, но благодарение на сравнително меките зими тук се срещат курилския бамбук саза. Почвите са скалисти, заедно с вулканично-торфени, на места има глинеста почва от различни видове. Значителни площи (до 25 %) заемат мочурищата. На ветровитите склонове преобладават тревисти ливади, по които се срещат елшови храсти, азиатска шипка, офика. Тези храсти не надвишават височина от 60 cm. Също така се срещат сахалинска синузия, уланашкински пелин . По-рядко се срещат и следните видове: камчатски лабазник, камчатски бодяк, deschampsia flexuosa, barbárea orthocéras и скритоплодна острица. Склоновете са покрити с борови, елшови и брезови дървета, край бреговете на океана има ливади. Има и вечнозелен бамбук (на който не падат листата дори и през зимата). Среща се rhodiola rosea. Има участъци от високи треви като камчатски шеламайник, сахалинска елда, кравешки пащърнак.
Островът е място за колонии на сивуч, срещат се калан (морска видра) и нерпи. Има многообразие от малки гризачи и лисици, като полярната лисица е допълнително аклиматизирана.

## История
Първият народ, заселил се на Симушир, са айните, които го наричат Симусир („Големият остров“). През 18 век Симушир номинално е включен във владенията на японския клан Мацумае. През 1635 г. кланът възлага на самурая Мураками Хиронори да изследва териториите. През 1644 г. японец прави първото от достигналите до наши дни изображения на Симушир, което е нанесено в т.нар. „Карта на страната от ерата Сехо“. Шогунатът Токугава потвърждава претенциите си към острова през 1715 г., макар че реално заселване на японци през този период няма. Дори айните най-вероятно не са пребивавали на острова през цялата година, а са идвали тук от Сахалин, Хокайдо и Кунашир за лов на морски животни. През 1771 г. на острова слиза и прекарва цяла година мореплавателя Герасим Измайлов, хранил се с „миди, зеле и корени“. През 1811 г. на острова пристига първата официална руска експедиция на Головнин и Рикорд.
По време на хидрографското описание на Курилските острови на Головнин и Рикорд, публикувано през 1819 г., Симушир е наречен също и остров Марикан или Шестнадесетият остров. Впоследствие в северната част на острова се появяват селища на айни и алеути. Докарани са крави и овце.
Островът официално влиза в състава на Руската империя в периода 1855 – 1875 г. След това е предаден на Япония, която го контролира до капитулацията си през 1945 г. Основните отрасли на икономиката в този период са отглеждането на арктически лисици, северни елени и добивът на риба и морски дарове.
На 21 юли 1963 г. на острова пристига експедиция в състава А. Макаров, А. Делоне, М. Поспергелис, механика А. Мислицки и секретаря на Астросъвета Н. Егоров, която се опитва се наблюдава пълно слънчево затъмнение, но не постига успех, поради падналата мъгла.
Селищата Кратерний, Китобойний, Косточко, както и военната база на съветските подводници са изоставени. На острова, в най-тясната му част, има реперна метеорологична станция (консервирана). В южната част на острова е съществувала гранична застава и сеизмологична станция, на Тихоокеанското крайбрежие е имало маяк. Островът е необитаем.

## Топографски карти
- Лист от карта L-56-VIII Китобойный. Мащаб: 1 : 200 000. Указать дату выпуска/состояния местности.
- Лист от карта L-56-IX Кратерный. Мащаб: 1 : 200 000. Указать дату выпуска/состояния местности.